# Енергетичні культури
Енергетичні культури рослин — швидкоростучі дерева (плантації різних видів верби і тополі) або інші види рослин, наприклад, Копайфера Лангсдорфа, або трави (сорго, цукровий очерет, міскантус, гірчак гострокінцевий та горець сахалінський, мальва пенсильванська, румекс — продуктивний багаторічний міжвидовий гібрид щавлю тяньшанського, просо лозове (Panicum virgatum) і ін.), які можуть використовуватися як паливо. Основною перевагою при цьому є короткий період вирощування — від трьох до восьми років. Для деяких видів трав урожай може збиратися кожні 6-12 місяців.
В серпні 2014 року американська фірма Boeing та South African Airways і нідерландська компанія SkyNRG, оголосили про спільну співпрацю над новим біопаливом для реактивних двигунів фірми SkyNRG, яке буде вироблятись з гібридного тютюну.
До енергетичних культур водоростей відносять хлорелу, дуналіеллу, Батріококус браунії та ін.

## Основні поняття
За існуючими оцінками, 20-40 мільйонів гектарів землі в Європі надлишкові з погляду традиційного сільськогосподарського виробництва. Надлишкові землі можна використати для різноманітних цілей, однією з яких є вирощування енергетичних культур.
Багатообіцяючими для енергетичних цілей культурами в Європі є швидкоростучі дерева (плантації різних видів верби і тополі), міскантус (Miscanthus) і сорго (Sweet Sorghum). Вони можуть використовуватися для спалювання і виробництва тепла й електроенергії. Іншою багатообіцяючою можливістю є виробництво рідких палив, наприклад, з ріпаку.

## Енергоємність і вихід
Енергетична ефективність трьох видів енергетичних культур, що використовуються для виробництва твердого палива, представлена нижче.
| Вид                       | Врожайність, т/га/рік | Теплотворна здатність, ГДж/сухої т | Енергетичний вихід, ГДж/га/рік |  |
| ------------------------- | --------------------- | ---------------------------------- | ------------------------------ |  |
| Salix (верба)*            | 15                    | 16                                 | 240                            |  |
| Міскантус (слоняча трава) | 20                    | 17                                 | 340                            |  |
| Сорго                     | 25                    | 18                                 | 450                            |  |

- приріст верби становить 2-3 метра на рік (2-3 сантиметра на день у літній період). Збір врожаю - кожні три роки.

## Оцінка ресурсів
Енергетичний потенціал оцінюється за кількістю землі в країні/регіоні, яку можна використати для енергетичних плантацій і врожайністю енергетичних культур в умовах місцевого клімату і якості ґрунту. В країнах є інформація про врожайність різних культур, а використання надлишків і непридатних деградуючих земель є пріоритетним.
Важливою характеристикою при оцінці потенціалу є відношення вхід/вихід. Наприклад, якщо гніт (багасса) сорго (2/3 енергії) і цукор (1/3 енергії) використовуються для її одержання, відношення вхід/вихід становить 1:5. Це означає, що можна отримати в 5 разів більше енергії при використанні рослини на паливо, чим витрачено на посівні роботи, добрива і пестициди, збір врожаю, транспортування і підготовку палива. Звичайно це відношення більше, ніж 1:5 для дерев і менше для рослин, що використовуються для одержання рідких видів палива.

### Енергетичні рослини європейської кліматичної зони
Енергетичними рослинами європейської кліматичної зони вважаються: однорічні рослини з високим вмістом цукру та крохмалю (зернові, картопля, буряки, кукурудза на зерно), що 
використовуються для виробництва етанолу, олійні (ріпак, соняшник, олійний льон), з яких виробляють рослинну олію, а також багаторічні трави — міскантус великий, топінамбур, мальва 
пенсільванська та інші, і деякі сорти трав.

## Перешкоди
Швидкоростучі культури вимагають більшої кількості добрив у порівнянні з традиційними. Використання деградованих земель також припускає попередню регенерацію за допомогою добрив. Для деревних видів ця умова може бути порушена, оскільки дерева мають кореневу систему, що зберігає активність протягом року. Крім того, деревний попіл може використовуватися як ефективне добриво на енергетичних плантаціях, зменшуючи проблему вилучення добрив ґрунтовими водами.

## Економіка
Витрати на виробництво однієї (сухої) тонни сорго становлять 50 Євро, а на виробництво однієї (сухої) тонни верби — 70 Євро.

## Екологія
Важливою особливістю верби є те, що вона може використовуватися для очищення води. Можливо комплексне використання енергетичної верби в системах очищення води. Іншими перевагами енергетичних плантацій є: контроль лісових пожеж, зменшення ерозії ґрунту, поглинання пилу, а також заміщення використання викопного палива, що приводить до зменшення емісії сірки й оксидів азоту.

## Зайнятість населення
Половину витрат на вирощування сорго становить оплата трудових ресурсів. Виробництво 500 т сухої біомаси в рік створює одне робоче місце. Також можуть створюватися додаткові робочі місця в суміжних областях галузях.

## Дивись також
- Енергетична верба
- Топінамбур
- Гідротермальна карбонізація